# Vilhelm Valdmanis
Vilis (Vilhelm) Reinis Valdmanis, född 28 december 1906 i Kosa i Lettland, död 20 oktober 1980 i Järfälla, var en lettisk-svensk målare, tecknare och posttjänsteman.
Han var son till hemmansägaren Janis Valdmanis och Lize-Helena Kampars. Valdmanis studerade konst för Vilhelmas Purvitis och Konrads Urbans vid konstakademien i Riga 1925–1930 och 1935–1938. Under sina första år i Sverige 1947–1964 arbetade han som skogsarbetare och från 1964 som posttjänsteman men drev hela tiden sitt konstnärskap parallellt med sitt arbete. Han blev Svensk medborgare 1959. Han var en högt uppskattad konstnär i Lettland och deltog aktivt i konstlivet 1928–1946 i både Lettland och Polen. Han var en av medlemmarna i konstnärsgruppen Muksaliesi fram till 1940. Tillsammans med Rudolf Kronbergs ställde han ut på Karlskoga konsthall 1951 och tillsammans med Janis Induss ställde han ut på Värmlands museum 1952. Separat ställde han bland annat ut i Hagfors konsthall, Molkom, Kristinehamn, Jönköping och Filipstad. Han var representerad i en internationell utställning på French Art Centre i New York 1958. Hans konst består av porträtt, stilleben och Landskapsmåleri i en realistisk stil utfört i olja eller pastell. Valdmanis är representerad vid Riga stadsmuseum samt museum i Tyskland och Kanada.